# Gedgrave
Gedgrave – civil parish w Anglii, w hrabstwie Suffolk, w dystrykcie East Suffolk. Miejscowość liczy 32 mieszkańców.